# 和田智成
和田 智成（わだ ともなり、1961年10月16日 - ）は、日本の実業家、経営コンサルタント。
大阪府大阪市東住吉区長などを歴任した。

## 来歴

### 生い立ち
1961年10月16日、滋賀県にて生まれた。飲食業に従事し、現場だけでなく管理職や経営者としての経験を積んだ。さらに、経営コンサルタントなども務めていた。大阪府大阪市の市長に就任した橋下徹が、行政区の区長を公募する方針を打ち出したため、これに呼応し応募した。論文審査では大阪市平野区の現状と課題を分析した『平野区の課題とその解決策について』と題する論文を提出し、合格を果たした。2012年8月1日付で、大阪市東住吉区の区長に就任した。

### 区長として
経営コンサルタントなどの前歴を生かした施政運営については、東住吉区役所内部からもアイデアマンとして評価されていた。また、橋下徹の提唱する大阪都構想を実現するべく、区長プロジェクトチームのサブリーダーとして、大阪市を特別区に再編する際の区割案の叩き台を取り纏めていた。だが一方では、学校選択制の導入見送りを主張したり、区長の給与自主返納に一人だけ応じないなど、市の方針と意見を異にする場面も発生した。また、他の区長について「無能」と評するなど、暴言ととられかねない発言も口にしていた。
これに対して、市長の橋下は和田に対して「組織人としての適格性に欠ける」「態度や振る舞いに子供じみたところがあった」と批判し、重要な会議への欠席、担当部局との調整力不足、他の区長に対する暴言、などを理由に更迭する考えを表明した。それに対して、大阪市区長会は、和田を除く23名の区長にて協議し、当人が反省している点などを理由に、和田の続投を要望する文書を橋下に提出した。しかし、橋下の意思が変わることはなく、和田は区長から人事室付に更迭されることとなった。
後任の区長の公募は実施されず、大阪市の職員から選ばれることになった。その結果、大阪市役所市民局の区行政・市民活動担当部長や大阪市中央卸売市場の市場長を歴任した小倉健宏が就くことになり、同年4月1日付で就任した。

### 区長退任後
区長退任後は大阪市役所人事室付となっていたが、その後、年金記録に関係する文書の改竄や、経歴についての虚偽報告が相次いで発覚した。その結果、地方公務員法に基づき分限免職処分を受けた。

## 施策
就任時の抱負
2012年の区長就任に際しては、「東山前区長が掲げられた『住んでよかった、住み続けたい、住みたいと思うまち、東住吉区の創生』をさらに発展させていけるように新しい東住吉区の創造、愛され誇れるまち、住みよいまちづくりを目指して精一杯、頑張りたい」と語り、前任の東山潔に敬意を表しつつ自身の抱負を語った。
赤バスの代替案
大阪市交通局の赤バス廃止の代替策を模索し、複数案の中から日本城タクシーの提案する路線バス案を選択した。しかし、この日本城タクシーの案は大阪市交通局の既存の路線バスと一部ルートが重複していたため、のちに大阪市交通局との間で摩擦を生むこととなった。
学校選択制の見送りを主張
橋下徹の公約である学校選択制については、導入を見送る意向を示していた。それに対し、橋下はヒアリングを行うため、会合に出席するよう和田に呼び出しをかけた。しかし、和田はその会合に2回連続で欠席したため、橋下から「この場に来ていないのは遺憾だ。区長を交代させる」と批判され、のちに区長を更迭される一因となった。
給与の自主返納を拒否
大阪市では、不祥事削減目標の達成に失敗したため、その連帯責任として区長が給与を自主返納することになった。ところが、大阪市の区長のうち、和田だけが自主返納を拒否したため騒動となった。その後、和田は「拒んだわけではなく、保留をしていた」「別にお金を返すのが嫌ということではない」と説明している。
退任時の課題
2013年の区長退任に際しては、区民に向けた挨拶を発表し「就任以来、学校選択制や赤バス廃止に伴う代替交通手段の課題や東住吉区の将来ビジョンの策定、平成25年度予算の編成作業などに、私なりに全力で取り組んでまいりましたが、まだまだ、解決すべき課題も残っています。今後、より良い東住吉区を創造していくためには、地域も区役所も変わろうとしているこの動きを絶やすことなく進めていくことが是非とも必要」と呼びかけ、地域と区役所とが今後も継続して変革する必要があると主張した。

## 発言
他の区長に対する「無能」発言、市の幹部に対する不適切な発言
区長在任中、他の大阪市の区長に対して「無能」と批判した。しかし、この発言については、大阪市長の橋下徹から「態度や振る舞いに子供じみたところがあった」と指摘されることとなり、のちに区長を更迭される一因となった。また、大阪市の幹部に対しても、不適切な発言を行ったとされた。市の幹部に対する不適切発言については「区民のためという思いで、言葉が荒くなることはあった」と認めたものの、他の区長に対する「無能」発言については「ノーコメント」と語っている。和田は「混乱を招いたことを謝罪したい」と述べたうえで橋下に直接謝罪してから進退を考えると表明したが、橋下は「人事権の行使で一人一人に会うことはない」と返され面会自体を断られてしまった。

## 不祥事
年金記録関係文書の改竄、経歴についての虚偽報告
年金記録に関係する文書の改竄や、経歴について虚偽報告などをしていたことが発覚し、大阪市を分限免職された。
和田は区長公募時に経歴書を提出しているが、その経歴が虚偽であったことが発覚した。経歴書に記載された勤務先だけでなく、同時期に金融業など別の2社でも勤務する兼業を行っていたが、その事実を隠していた。さらに、大阪市に年金記録に関する文書を提出する際には、兼業していたことを隠すため内容を改竄して提出していた。和田は動機について「生活のために兼業していたので隠したかった」と説明し「浅はかな行為を重ねた。反省している」と謝罪したが、大阪市役所人事室は「違法かどうか断定はできないが、公務員として適格性を欠くことは間違いない」と断定し、分限免職処分とした。市長の橋下徹は「（人を）見る目がなかった。僕が全て最終責任を負わないといけない」と述べて謝罪した。